# Відрадне (Лубенський район)
Відра́дне —  село в Україні, у Гребінківській громаді Лубенського району Полтавської області. Населення становить 202 осіб. Колишній орган місцевого самоврядування — Тополівська сільська рада.

## Географія
Село Відрадне розташоване між річками Гнила Оржиця (4 км) та Сліпорід (6 км).

## Історія
- ? - Засновано як хутір Іванівка.
- 1924 - перейменоване в село Відрадне.